# Пакасте
Па́касте (ест. Pakaste küla, нім. Pakkast) — село в Естонії, у волості Йиґева повіту Йиґевамаа.

## Населення
Чисельність населення на 31 грудня 2011 року становила 62 особи.